# 不同名專輯
《不同名專輯》（在專輯封面上的標題為塗銷而成的《魚丁糸》）是台灣樂團魚丁糸的第一張重錄專輯，蘇打綠以魚丁糸名義所發行的第二張專輯，也是他們出道十八年的第十二張專輯。這張專輯是對蘇打綠第一張錄音室專輯《蘇打綠》（2005年）的重新錄製，也是魚丁糸的計劃《復刻計畫全新糸列》發行的十張重新錄製專輯系列中的第一張。

《不同名專輯》內含兩片CD，Disc 1收錄原《蘇打綠》專輯中的11首歌曲，Disc 2則收錄了《蘇打綠》發行之前的三張單曲EP《空氣中的視聽與幻覺》、《飛魚》、《Believe in music》中共六首歌，以及蘇打綠於2016年的專輯巡迴演唱會《印夏天/In Summer》中的現場錄音。
專輯在2022年1月14日在各大串流平台數位上架，同日實體版本開始預購，並於同年2月18日與《小宇宙（魚版）》同步發行。

## 背景
蘇打綠於2005年9月3日發行了《蘇打綠》。由於是蘇打綠第一張完整的專輯作品，所以不少人認為此張是最能代表蘇打綠風格的專輯，蘇打綠也靠此張專輯入圍第17屆金曲獎最佳樂團獎。
2019年，吳青峰和林暐哲發生官司糾紛，此後蘇打綠六位團員和吳青峰個人皆不再與其合作，然而因為先前蘇打綠的十張專輯和其他作品皆在林暐哲音樂社製作，因此所有的錄音母帶著作權皆在林暐哲手中。
2021年，蘇打綠以魚丁糸名義發行了《池堂怪談》，並在11月30緊鑼密鼓地宣布《池堂影夜》演唱會的消息以及將在2022年開始《復刻計畫全新糸列》，將重新錄製蘇打綠過去的十張專輯。青峰在記者會上說：「想知道更多的人就去看一下泰勒絲，差不多。」從此可以得知這次的復刻計畫與泰勒絲作品母帶爭議的情況類似，都是為了確保自己握有自己作品的完整版權。
《復刻計畫全新糸列》將會把蘇打綠過去十張專輯以雙CD的形式重新推出，Disc 1包含原本專輯曲目，Disc 2收錄其他原本不在專輯內的作品和《印夏天/In Summer》專輯巡迴演唱會中的現場錄音。主唱青峰透漏，這些現場錄音是樂團長期合作的錄音師柯宗佑所錄下的，原本這些錄音也都在林暐哲的手中。錄下《印夏天》演唱會的內容並非原本計劃內的事，但青峰認為這些錄音是蘇打綠很珍貴的紀錄，便向林暐哲買下這些錄音，想要日後跟粉絲分享。而這次的重錄計畫剛好成為了跟粉絲分享這些紀錄絕佳的機會，這些作品也才因此收錄在這次計畫的專輯內的Disc 2中。

## 曲目
| Disc 1   | Disc 1                                                                        | Disc 1       | Disc 1 |
| 曲序     | 曲目                                                                          | 备注         | 时长   |
| -------- | ----------------------------------------------------------------------------- | ------------ | ------ |
| 1.       | 後悔莫及（魚版）（Regret）                                                    |              | 3:45   |
| 2.       | 飛魚（魚版）（Flying Fish）                                                   |              | 4:40   |
| 3.       | oh oh oh oh......（魚版）                                                     |              | 4:15   |
| 4.       | That Moment Is Over（魚版）                                                   |              | 4:40   |
| 5.       | 是我的海（魚版）（My ocean）                                                  |              | 5:58   |
| 6.       | 漂浮（魚版）（Floating）                                                      | 詞曲：史俊威 | 6:05   |
| 7.       | 頻率（魚版）（Frequency）                                                     | 詞曲：史俊威 | 5:49   |
| 8.       | 你喔！（魚版）（Oh You!）                                                     |              | 4:17   |
| 9.       | 降落練習存在孿生基因（魚版）（The practice of landing coexists in twin gene） |              | 4:45   |
| 10.      | 相對論IV（魚版）（Theory of Relativity IV）                                   |              | 4:58   |
| 11.      | 窺（魚版）（Peeping）                                                         |              | 4:55   |
| 总时长： | 总时长：                                                                      | 总时长：     | 54:12  |

| Disc 2   | Disc 2                                                            | Disc 2         | Disc 2         | Disc 2                           | Disc 2 |
| 曲序     | 曲目                                                              | 编曲           | 製作人         | 备注                             | 时长   |
| -------- | ----------------------------------------------------------------- | -------------- | -------------- | -------------------------------- | ------ |
| 1.       | 空氣中的視聽與幻覺（魚版）（Audiovisual and illusion in the air） | 魚丁糸         | 徐千秀         |                                  | 6:14   |
| 2.       | 鱒魚（魚版）（Trout）                                             | 龔鈺祺         | 徐千秀         |                                  | 2:54   |
| 3.       | Believe In Music（魚版）                                          | 張皓棠、魚丁糸 | 魯綱宇         |                                  | 4:27   |
| 4.       | 蜘蛛天空（魚版）（Spider Sky）                                    | 劉細菌、魚丁糸 | 魯綱宇         |                                  | 4:10   |
| 5.       | I Don't Care（魚版）                                              | 徐平、魚丁糸   | 魯綱宇         |                                  | 3:48   |
| 6.       | Air（魚版）                                                       | 宇宙人 小玉    | 魯綱宇         |                                  | 5:31   |
| 7.       | ㄐㄧㄢ視（魚in summer）（Monitor）                                | 魚丁糸         | 徐千秀、吳青峰 | 詞曲、原唱：陳珊妮               | 4:08   |
| 8.       | 憂愁（魚in summer）（Melancholy）                                 | 魚丁糸         | 徐千秀、吳青峰 | 詞：周佳佑、小安；曲、原唱：小安 | 4:37   |
| 9.       | Pretty Thing（魚in summer）                                       | 魚丁糸         | 徐千秀、吳青峰 | 詞曲、原唱：Charlotte Martin     | 3:12   |
| 10.      | That I Would Be Good（魚in summer）                               | 魚丁糸         | 徐千秀、吳青峰 | 詞曲、原唱：Alanis Morissette    | 4:00   |
| 总时长： | 总时长：                                                          | 总时长：       | 总时长：       | 总时长：                         | 43:07  |

## 音樂錄影帶
| 歌名                                | 執導 | 首播日期      |
| ----------------------------------- | ---- | ------------- |
| 漂浮（魚版）                        | 皓欽 | 2022年1月14日 |
| 憂愁（魚in summer）                 | 皓欽 | 2022年1月14日 |
| 後悔莫及（魚版）                    | 皓欽 | 2022年1月19日 |
| 飛魚（魚版）                        | 皓欽 | 2022年1月19日 |
| oh oh oh oh......（魚版）           | 皓欽 | 2022年1月19日 |
| That Moment Is Over（魚版）         | 皓欽 | 2022年1月19日 |
| 是我的海（魚版）                    | 皓欽 | 2022年1月19日 |
| 頻率（魚版）                        | 皓欽 | 2022年1月19日 |
| 你喔！（魚版）                      | 皓欽 | 2022年1月19日 |
| 降落練習存在孿生基因（魚版）        | 皓欽 | 2022年1月19日 |
| 相對論IV（魚版）                    | 皓欽 | 2022年1月19日 |
| 窺（魚版）                          | 皓欽 | 2022年1月19日 |
| 空氣中的視聽與幻覺（魚版）          | 皓欽 | 2022年1月19日 |
| 鱒魚（魚版）                        | 皓欽 | 2022年1月19日 |
| Believe In Music（魚版）            | 皓欽 | 2022年1月19日 |
| 蜘蛛天空（魚版）                    | 皓欽 | 2022年1月19日 |
| I Don't Care（魚版）                | 皓欽 | 2022年1月19日 |
| Air（魚版）                         | 皓欽 | 2022年1月19日 |
| ㄐㄧㄢ視（魚in summer）             | 皓欽 | 2022年1月19日 |
| Pretty Thing（魚in summer）         | 皓欽 | 2022年1月19日 |
| That I Would Be Good（魚in summer） | 皓欽 | 2022年1月19日 |

## 外部連結
魚丁糸 oaeen 《不同名專輯》全新糸列 復刻計畫 （页面存档备份，存于）